# Отмайр, Каспар

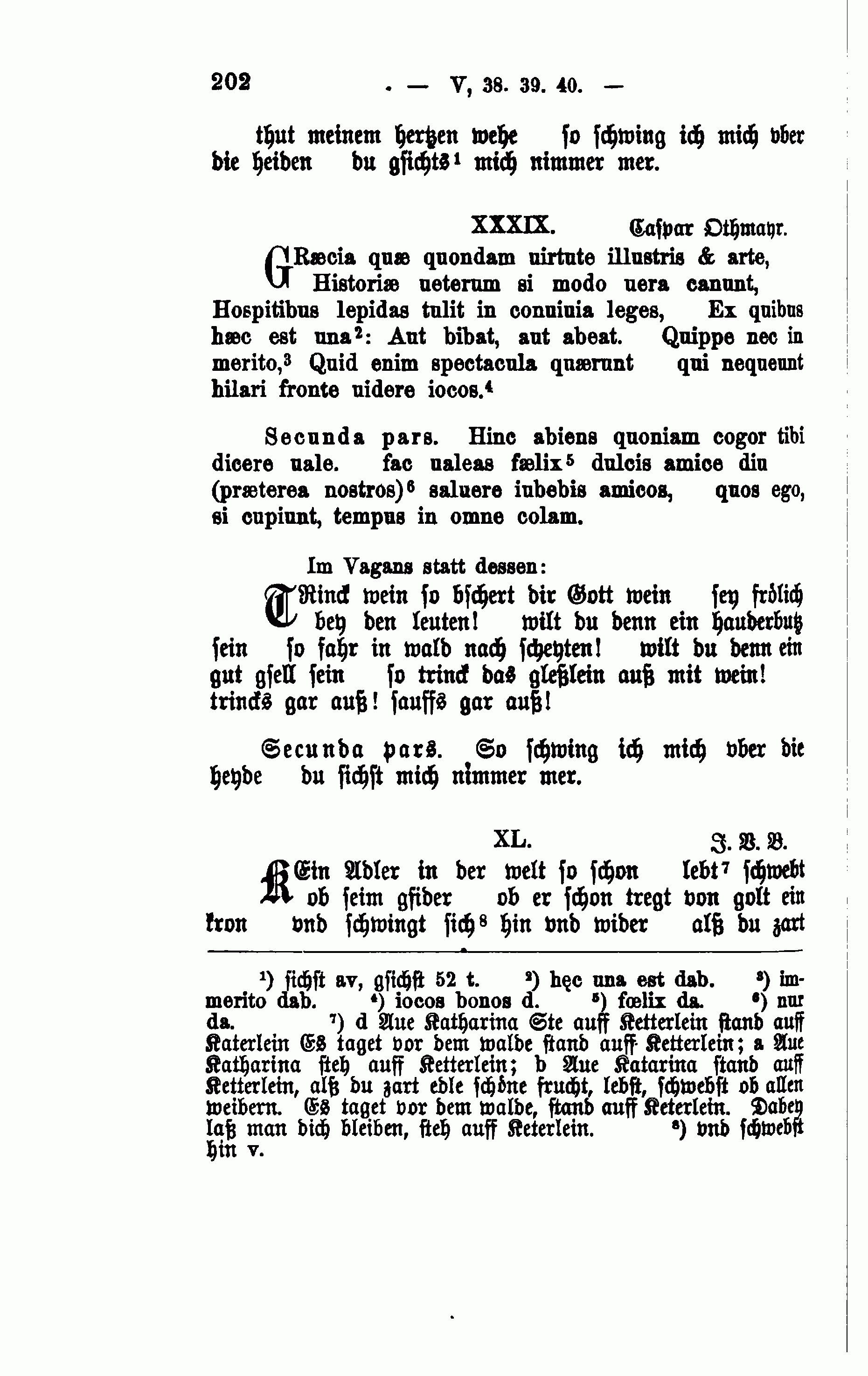
Каспар Отмайр (в Frische teutsche Liedlein, p.202)

Каспар Отмайр (нем. Caspar Othmayr; 12 марта 1515, Амберг, Верхний Пфальц — 4 февраля 1553, Нюрнберг) — немецкий протестантский священник, богослов и композитор XVI века.
Отмайр родился в Амберге, Верхний Пфальц. Учился в Хайдельберге. Позже он стал ректором монастыря школы Хайльсбронн возле Ансбаха.
Отмайр считается одним из мастеров мелодической фразировки (Liedsatz) середины XVI века. Наиболее важные работы были написаны с 1545 по 1550 годы. Он сочинил множество гимнов, на которые его вдохновил Мартин Лютер, а в 1546 году написал Epitaphium а Lutheri в память о нём.
Его произведения хранились в своё время во многих коллекциях. Отмайр умер в Нюрнберге в 1553 году.